# Margaret Adeoye
Margaret Adeoye (Lagos, 22 aprile 1985) è una velocista britannica.

## Palmarès
| Anno | Manifestazione          | Sede      | Evento      | Risultato  | Prestazione | Note                                     |
| ---- | ----------------------- | --------- | ----------- | ---------- | ----------- | ---------------------------------------- |
| 2013 | Mondiali                | Mosca     | 4×400 m     | Argento    | 3'22"61     |                                          |
| 2014 | Mondiali indoor         | Sopot     | 400 m piani | Semifinale | 53"59       |                                          |
| 2014 | Mondiali indoor         | Sopot     | 4×400 m     | Bronzo     | 3'27"90     |                                          |
| 2014 | World Relays            | Nassau    | 4×400 m     | 7ª         | 3'28"03     |                                          |
| 2014 | Giochi del Commonwealth | Glasgow   | 400 m piani | Semifinale | 52"48       | Miglior prestazione personale stagionale |
| 2014 | Giochi del Commonwealth | Glasgow   | 4×400 m     | Bronzo     | 3'27"24     |                                          |
| 2014 | Europei                 | Zurigo    | 4×400 m     | Bronzo     | 3'24"34     |                                          |
| 2015 | World Relays            | Nassau    | 4×100 m     | Bronzo     | 42"84       |                                          |
| 2015 | Mondiali                | Pechino   | 200 m piani | Semifinale | 23"34       |                                          |
| 2016 | Europei                 | Amsterdam | 4×400 m     | Oro        | 3'25"05     |                                          |